# Miropotes katois
Miropotes katois är en stekelart som beskrevs av Austin 1990. Miropotes katois ingår i släktet Miropotes och familjen bracksteklar. Inga underarter finns listade i Catalogue of Life.